# チャンネル3
チャンネル3(タイ語： สถานีโทรทัศน์ไทยทีวีสีช่อง 3 (ช่อง 3 เอชดี ช่อง 33))は、1970年3月26日にタイで最初の商業テレビ局として開始されたタイの無料テレビネットワーク。 本社はバンコクにある。

## 沿革
チャンネル3は1970年3月26日10:00 ICTに、陸軍元帥タノーム・キッティカチョーンによって開始された。初期の放送エリアは首都バンコクエリアに限定されていた。
1985年1月1日に文字多重放送サービス、1987年1月1日にステレオ放送を開始。1990年代には全国の超短波無料放送局にもステレオ放送が導入された。
初期放送では16時から22時までの6時間放送であったが、徐々に日中の時間帯でも放送されるようになった。1997年には24時間放送を行ったが、同年に起こったアジア通貨危機の影響により短期間で修了した。その後2005年1月1日までに24時間放送が再開された。
2001年1月1日、タイで初の3D映画（ジョーズ3）放送が行われる。
2020年3月25日、BECはMCOT Public Company Limitedとの契約を終了し、チャンネル3はアナログ放送開始からちょうど50年後の26日の午前12:01に全国のアナログテレビ放送を終了した。これはタイで最後のアナログ放送の終了となった。 現在はアナログ放送に代わり、2014年10月10日より地上デジタル放送を開始している。

## 所属アーティスト
詳しくは、Channel 3 Artist Profiles を参照。
- カナウット・トライピパタナポン（Gulf）
- スパポン・ウドムケーオカンチャナー（Saint）
- ノッパカーオ・デーチャーパッタナクン（Kao）
- ピーラウィット・アッタチットサターポーン（Mean）
- ワチラウィット・パイサーングンウォン（August）